# Bernhard Winkler (Filmeditor)
Bernhard Winkler (* 25. September 1962) ist ein schwedischer Filmeditor.

## Leben
Nachdem er die Stockholmer Filmschule von 1994 bis 1997 besuchte, ist Winkler in mehreren bekannten Produktionen für den Filmschnitt verantwortlich gewesen, darunter bekannte schwedische Filmproduktionen wie Raus aus Åmål und Hannah med H. Er konnte sich dadurch eine gewisse Reputation erarbeiten, die dazu führte, dass er für die von Kritikern gelobte Dokumentation Das Genie und die Jungs über den Nobelpreisträger und Pädophilen Daniel Carleton Gajdusek den Schnitt übernahm.
Aktuell lebt er in Stockholm und ist Mitglied im föreningen sveriges filmklippare, dem schwedischen Verband für Filmeditoren.

## Filmografie (Auswahl)
- 1998: Raus aus Åmål (Fucking Åmål)
- 1999: Tsatsiki – Tintenfische und erste Küsse (Tsatsiki, morsan och polisen)
- 2002: Lilja 4-ever
- 2003: Hannah med H
- 2007: Ett öga rött
- 2009: Das Genie und die Jungs (Geniet och pojkarna)
- 2009: Das Mädchen (Flickan)
- 2012: Searching for Sugar Man
- 2013: Mord in Fjällbacka: Die Hummerfehde (Fjällbackamorden: Havet ger, havet tar)